# إيريك باروسو
إيريك باروسو سانشيز (بالإسبانية: Eric Barroso)‏ (ولد في 4 أكتوبر 1990)، المعروف باسم إيريك باروسو، هو لاعب كرة قدم محترف إسباني، يلعب لنادي نيترا في مركز الظهير الأيسر.

## حياته المهنية
انتقل إلى نادي نيترا من نادي سان فرناندو في صيف عام 2013. لعب لأول مرة لنادي نيترا ضد نادي زيلينا في 11 نيسان 2013.

## وصلات خارجية
- إيريك باروسو على موقع قاعدة بيانات كرة القدم.إي يو (الإنجليزية)
- إيريك باروسو على موقع Soccerway.com (الإنجليزية)

- FC Nitra profile
- Soccerway profile (بالإنجليزية)
- BDFutbol profile (بالإنجليزية)
- Footballzzz profile (بالإنجليزية)